# 伊勢鐵道
伊勢鐵道股份有限公司（日语：／ Ise Tetsudō */?）是一間總部設於三重縣鈴鹿市，營運舊日本國有鐵道（國鐵）特定地方交通線的鐵路線伊勢線的公司，由三重縣及有關市町、民間企業出資，以第三部門方式營運的鐵路公司。

## 路線
| 中文線名 | 日文線名 | 起點        | 終點     | 距離（公里） |
| -------- | -------- | ----------- | -------- | ------------ |
| 伊勢線   |          | 河原田（3） | 津（12） | 22.3         |